# Salsola grandis
Salsola grandis är en amarantväxtart som beskrevs av Freitag, Vural och Adigüzel. Salsola grandis ingår i släktet sodaörter, och familjen amarantväxter. Inga underarter finns listade i Catalogue of Life.